# Stemma delle Tonga
Lo stemma delle Tonga è stato adottato nel 1875.
Lo stemma è composto da uno scudo con quattro comparti. Il primo è giallo e presenta tre stelle bianche, il secondo è rosso e raffigura una corona, il terzo è blu e presenta una colomba con un ramoscello d'ulivo, mentre il quarto è giallo e presenta tre spade incrociate. Queste ultime rappresentano le tre dinastie dei re di Tonga; le tre stelle invece simboleggiano i principali gruppi di isole (Tongatapu, Vava'u e Haʻapai); la colomba e l'ulivo sono simboli di pace; la corona simboleggia la monarchia al potere. Al centro dello scudo vi è una stella a sei punte color argento dentro la quale vi è una croce rossa. Nella parte inferiore dello stemma è presente il motto Ko e 'otua mo Tonga ko Hoku Tofi'a (in lingua tongana "Dio e Tonga sono la mia eredità"). Sulla parte superiore sono presenti due bandiere di Tonga, una corona e due ramoscelli incrociati.